# 大阪タクシー汚職事件
大阪タクシー汚職事件（おおさかタクシーおしょくじけん）とは1967年に発覚した汚職事件。
1965年に政府が提案した液化天然ガスへの新規課税に関する法案審議において、業界団体である大阪タクシー協会長や協会理事が衆院運輸委員らに献金を行い、法案修正を働きかけていた疑惑が浮かんだ。
政府原案から税率を大幅に引き下げるよう修正したのは大蔵委員会だが、疑惑の対象は運輸委員の寿原正一と関谷勝利であった。そのため法案修正の権限に関する職務権限の問題が浮上したが、他の国会議員に法案修正を働きかける行為も国会議員の職務権限とする解釈で乗り越え、1967年11月に協会会長と協会理事が贈賄罪で、12月に寿原と関谷は受託収賄罪で大阪地方検察庁特別捜査部（大阪地検特捜部）にそれぞれ逮捕された。
寿原は一審中に死去、関谷は一二審で懲役1年執行猶予2年追徴金100万円の有罪判決を受け上告中に死去し、協会会長は一二審で懲役8ヶ月執行猶予1年の有罪判決を受けて上告中に死去し、協会理事は懲役1年執行猶予2年の有罪判決が1988年4月に確定した。

## 関連書籍
- 警察文化協会『戦後事件史』警察文化協会、1982年。
- 澤田東洋男『汚れた法衣』現代評論社、1984年。
- 渡邊文幸『検事総長』中央公論新社（中公新書ラクレ、2009年。ISBN 9784121503312。
- 藤永幸治『特捜検察の事件簿』講談社現代新書、1998年。ISBN 9784061494183。
- 山本祐司『特捜検察 上』講談社（講談差a文庫）、2002年。ISBN 9784062566490。